# 亞利加尼縣 (維吉尼亞州)
亞利加尼郡是美国弗吉尼亚州西部的一個縣，西鄰西維吉尼亞州，面積1,162平方公里。根據2020年美國人口普查（加上2001年合併的克利夫頓福吉），共有人口15,223人。縣治卡溫頓。該縣成立於1822年1月5日，縣名來自德拉瓦語，有兩個說法：一說意思是「美麗的溪流」，另一說是指一個叫Allegwi的部落。